# Hệ tọa độ thiên văn
Trong thiên văn học, hệ tọa độ thiên văn là một hệ tọa độ mặt cầu dùng để xác định vị trí biểu kiến của thiên thể trên thiên cầu.
Trong tọa độ Descartes, một vật thể có ba tọa độ trong không gian ba chiều được xác định trên ba trục x, y và z. Ngược lại hệ tọa độ thiên văn của thiên thể không xác định khoảng cách đến người quan sát mà chỉ xác định các hướng quan sát của nó trên thiên cầu.
Có nhiều loại hệ tọa độ thiên văn khác nhau, được phân biệt và được đặt tên theo mặt phẳng tham chiếu (mặt phẳng cơ bản), hay các trục chính của hệ tọa độ. Mặt phẳng tham chiếu cắt thiên cầu tại đường tròn lớn nhất, chia thiên cầu thành hai nửa bằng nhau.
Định nghĩa các trục và mặt phẳng trong các hệ tọa độ có thể dùng hệ thống B1950 hay hệ thống J2000 hiện đại hơn.

## Các hệ tọa độ thiên văn
Có nhiều hệ tọa độ được dùng trong thiên văn, trong đó các hệ tọa độ phổ biến là:
- Hệ tọa độ chân trời có mặt phẳng tham chiếu là mặt phẳng chân trời, tại vị trí người quan sát.
- Hệ tọa độ xích đạo với mặt phẳng tham chiếu là mặt phẳng xích đạo của Trái Đất. Đây là hệ tọa độ thiên văn được sử dụng phổ biến nhất.
- Hệ tọa độ hoàng đạo dùng mặt phẳng hoàng đạo làm mặt phẳng tham chiếu.
- Hệ tọa độ thiên hà dùng mặt phẳng Ngân Hà làm mặt phẳng tham chiếu.
- Hệ tọa độ siêu thiên hà có mặt phẳng tham chiếu chứa số lượng thiên hà địa phương nhiều hơn trung bình khi quan sát từ Trái Đất.

| Hệ tọa độ                                  | Tâm của thiên cầu (điểm gốc tọa độ)                 | Mặt phẳng cơ bản (vĩ độ 0°) | Điểm cực (vĩ độ ±90°) | Tọa độ                    | Tọa độ                        | Hướng cơ bản (kinh độ 0°)                                  |
| Hệ tọa độ                                  | Tâm của thiên cầu (điểm gốc tọa độ)                 | Mặt phẳng cơ bản (vĩ độ 0°) | Điểm cực (vĩ độ ±90°) | Vĩ độ                     | Kinh độ                       | Hướng cơ bản (kinh độ 0°)                                  |
| ------------------------------------------ | --------------------------------------------------- | --------------------------- | --------------------- | ------------------------- | ----------------------------- | ---------------------------------------------------------- |
| Chân trời (còn gọi là hệ alt-az hay el-az) | Người quan sát                                      | Chân trời                   | Thiên đỉnh, thiên để  | Góc cao hay độ cao (a)    | Góc phương vị (A)             | Điểm hướng nam hoặc bắc trên chân trời                     |
| Xích đạo                                   | Tâm của Trái Đất (địa tâm) hoặc Mặt Trời (nhật tâm) | Xích đạo thiên cầu          | Thiên cực             | Xích vĩ (δ)               | Xích kinh (α) hay góc giờ (h) | Điểm xuân phân                                             |
| Hoàng đạo                                  | Tâm của Trái Đất (địa tâm) hoặc Mặt Trời (nhật tâm) | Hoàng đạo                   | Hoàng cực             | Hoàng vĩ (β)              | Hoàng kinh (λ)                | Điểm xuân phân                                             |
| Thiên hà                                   | Tâm của Mặt Trời                                    | Mặt phẳng Ngân Hà           | Cực thiên hà          | Vĩ độ thiên hà (b)        | Kinh độ thiên hà (l)          | Trung tâm Ngân Hà                                          |
| Siêu thiên hà                              |                                                     | Mặt phẳng siêu thiên hà     | Cực siêu thiên hà     | Vĩ độ siêu thiên hà (SGB) | Kinh độ siêu thiên hà (SGL)   | Giao điểm của mặt phẳng siêu thiên hà và mặt phẳng Ngân Hà |

## Chuyển đổi giữa các tọa độ
Dưới đây đưa ra các phép chuyển đổi giữa các hệ tọa độ thiên văn. Xem lưu ý trước khi sử dụng các phương trình.

### Ký hiệu
- Hệ tọa độ chân trời
  - A, góc phương vị
  - a, góc cao
- Hệ tọa độ xích đạo
  - α, xích kinh
  - δ, xích vĩ
  - h, góc giờ
- Hệ tọa độ hoàng đạo
  - λ, hoàng kinh
  - β, hoàng vĩ
- Hệ tọa độ thiên hà
  - l, kinh độ thiên hà
  - b, vĩ độ thiên hà
- Các ký hiệu khác
  - λo, kinh độ của người quan sát
  - ϕo, vĩ độ của người quan sát
  - ε, độ nghiêng trục quay Trái Đất (khoảng 23.4°)
  - θL, thời gian sao địa phương
  - θG, thời gian sao Greenwich

### Góc giờ ↔ xích kinh
{\displaystyle {\begin{aligned}h&=\theta _{\text{L}}-\alpha &&{\mbox{or}}&h&=\theta _{\text{G}}+\lambda _{\text{o}}-\alpha \\\alpha &=\theta _{\text{L}}-h&&{\mbox{or}}&\alpha &=\theta _{\text{G}}+\lambda _{\text{o}}-h\end{aligned}}}

### Xích đạo ↔ hoàng đạo
Các phương trình cổ điển sau, được suy ra từ tính toán lượng giác cầu, đối với các phương trình cho tọa độ kinh độ được viết bên phải dấu ngoặc nhọn; chỉ cần chia phương trình thứ nhất cho phương trình thứ hai để có được phương trình với hàm tan thuận tiện hơn bên trái (phép chia này là không rõ ràng vì tan có chu kỳ 180° (π) trong khi cos và sin có chu kỳ 360° (2π)). Công thức tương đương với ma trận quay được cho bên dưới mỗi trường hợp.
{\displaystyle {\begin{aligned}\tan \left(\lambda \right)&={\sin \left(\alpha \right)\cos \left(\varepsilon \right)+\tan \left(\delta \right)\sin \left(\varepsilon \right) \over \cos \left(\alpha \right)};\qquad {\begin{cases}\cos \left(\beta \right)\sin \left(\lambda \right)=\cos \left(\delta \right)\sin \left(\alpha \right)\cos \left(\varepsilon \right)+\sin \left(\delta \right)\sin \left(\varepsilon \right);\\\cos \left(\beta \right)\cos \left(\lambda \right)=\cos \left(\delta \right)\cos \left(\alpha \right).\end{cases}}\\\sin \left(\beta \right)&=\sin \left(\delta \right)\cos \left(\varepsilon \right)-\cos \left(\delta \right)\sin \left(\varepsilon \right)\sin \left(\alpha \right)\\[3pt]{\begin{bmatrix}\cos \left(\beta \right)\cos \left(\lambda \right)\\\cos \left(\beta \right)\sin \left(\lambda \right)\\\sin \left(\beta \right)\end{bmatrix}}&={\begin{bmatrix}1&0&0\\0&\cos \left(\varepsilon \right)&\sin \left(\varepsilon \right)\\0&-\sin \left(\varepsilon \right)&\cos \left(\varepsilon \right)\end{bmatrix}}{\begin{bmatrix}\cos \left(\delta \right)\cos \left(\alpha \right)\\\cos \left(\delta \right)\sin \left(\alpha \right)\\\sin \left(\delta \right)\end{bmatrix}}\\[6pt]\tan \left(\alpha \right)&={\sin \left(\lambda \right)\cos \left(\varepsilon \right)-\tan \left(\beta \right)\sin \left(\varepsilon \right) \over \cos \left(\lambda \right)};\qquad {\begin{cases}\cos \left(\delta \right)\sin \left(\alpha \right)=\cos \left(\beta \right)\sin \left(\lambda \right)\cos \left(\varepsilon \right)-\sin \left(\beta \right)\sin \left(\varepsilon \right);\\\cos \left(\delta \right)\cos \left(\alpha \right)=\cos \left(\beta \right)\cos \left(\lambda \right).\end{cases}}\\[3pt]\sin \left(\delta \right)&=\sin \left(\beta \right)\cos \left(\varepsilon \right)+\cos \left(\beta \right)\sin \left(\varepsilon \right)\sin \left(\lambda \right).\\[6pt]{\begin{bmatrix}\cos \left(\delta \right)\cos \left(\alpha \right)\\\cos \left(\delta \right)\sin \left(\alpha \right)\\\sin \left(\delta \right)\end{bmatrix}}&={\begin{bmatrix}1&0&0\\0&\cos \left(\varepsilon \right)&-\sin \left(\varepsilon \right)\\0&\sin \left(\varepsilon \right)&\cos \left(\varepsilon \right)\end{bmatrix}}{\begin{bmatrix}\cos \left(\beta \right)\cos \left(\lambda \right)\\\cos \left(\beta \right)\sin \left(\lambda \right)\\\sin \left(\beta \right)\end{bmatrix}}.\end{aligned}}}

### Xích đạo ↔ chân trời
Lưu ý rằng góc phương vị (A) được đo từ điểm hướng nam, chiều dương hướng theo phía tây. Góc thiên đỉnh, tức là khoảng cách góc dọc theo đường tròn lớn từ thiên đỉnh tới vị trí thiên thể, đơn giản là góc phụ với góc cao: 90° − a.
{\displaystyle {\begin{aligned}\tan \left(A\right)&={\sin \left(h\right) \over \cos \left(h\right)\sin \left(\phi _{\text{o}}\right)-\tan \left(\delta \right)\cos \left(\phi _{\text{o}}\right)};\qquad {\begin{cases}\cos \left(a\right)\sin \left(A\right)=\cos \left(\delta \right)\sin \left(h\right);\\\cos \left(a\right)\cos \left(A\right)=\cos \left(\delta \right)\cos \left(h\right)\sin \left(\phi _{\text{o}}\right)-\sin \left(\delta \right)\cos \left(\phi _{\text{o}}\right)\end{cases}}\\[3pt]\sin \left(a\right)&=\sin \left(\phi _{\text{o}}\right)\sin \left(\delta \right)+\cos \left(\phi _{\text{o}}\right)\cos \left(\delta \right)\cos \left(h\right);\end{aligned}}}
Khi giải phương trình tan(A) để tìm phương vị A, nên sử dụng hàm arctan hai đối số, ký hiệu là arctan(x,y) để tránh nhầm lẫn về giá trị góc. Hàm arctan hai đối số tính toán arctan của y/x, với giá trị được xác định tùy theo góc phần tư chứa cặp (x,y). Do đó, giá trị phương vị là phù hợp với quy ước góc phương vị được đo từ phía nam và chiều dương tới phía tây,
{\displaystyle A=-\arctan(x,y)},
trong đó
{\displaystyle {\begin{aligned}x&=-\sin \left(\phi _{\text{o}}\right)\cos \left(\delta \right)\cos \left(h\right)+\cos \left(\phi _{\text{o}}\right)\sin \left(\delta \right)\\y&=\cos \left(\delta \right)\sin \left(h\right)\end{aligned}}}.
Nếu công thức trên cho một giá trị A âm, nó có thể được đổi thành dương bằng cách chỉ cần cộng thêm 360°.
{\displaystyle {\begin{aligned}{\begin{bmatrix}\cos \left(a\right)\cos \left(A\right)\\\cos \left(a\right)\sin \left(A\right)\\\sin \left(a\right)\end{bmatrix}}&={\begin{bmatrix}\sin \left(\phi _{\text{o}}\right)&0&-\cos \left(\phi _{\text{o}}\right)\\0&1&0\\\cos \left(\phi _{\text{o}}\right)&0&\sin \left(\phi _{\text{o}}\right)\end{bmatrix}}{\begin{bmatrix}\cos \left(\delta \right)\cos \left(h\right)\\\cos \left(\delta \right)\sin \left(h\right)\\\sin \left(\delta \right)\end{bmatrix}}\\&={\begin{bmatrix}\sin \left(\phi _{\text{o}}\right)&0&-\cos \left(\phi _{\text{o}}\right)\\0&1&0\\\cos \left(\phi _{\text{o}}\right)&0&\sin \left(\phi _{\text{o}}\right)\end{bmatrix}}{\begin{bmatrix}\cos \left(\theta _{L}\right)&\sin \left(\theta _{L}\right)&0\\\sin \left(\theta _{L}\right)&-\cos \left(\theta _{L}\right)&0\\0&0&1\end{bmatrix}}{\begin{bmatrix}\cos \left(\delta \right)\cos \left(\alpha \right)\\\cos \left(\delta \right)\sin \left(\alpha \right)\\\sin \left(\delta \right)\end{bmatrix}};\\[6pt]\tan \left(h\right)&={\sin \left(A\right) \over \cos \left(A\right)\sin \left(\phi _{\text{o}}\right)+\tan \left(a\right)\cos \left(\phi _{\text{o}}\right)};\qquad {\begin{cases}\cos \left(\delta \right)\sin \left(h\right)=\cos \left(a\right)\sin \left(A\right);\\\cos \left(\delta \right)\cos \left(h\right)=\sin \left(a\right)\cos \left(\phi _{\text{o}}\right)+\cos \left(a\right)\cos \left(A\right)\sin \left(\phi _{\text{o}}\right)\end{cases}}\\[3pt]\sin \left(\delta \right)&=\sin \left(\phi _{\text{o}}\right)\sin \left(a\right)-\cos \left(\phi _{\text{o}}\right)\cos \left(a\right)\cos \left(A\right);\end{aligned}}}
Một lần nữa, khi giải phương trình tan(h) để tìm h, nên sử dụng hàm arctan hai đối số để phù hợp với quy ước phương vị được tính từ phía nam và chiều dương tới phía tây,
{\displaystyle h=\arctan(x,y)},
trong đó
{\displaystyle {\begin{aligned}x&=\sin \left(\phi _{\text{o}}\right)\cos \left(a\right)\cos \left(A\right)+\cos \left(\phi _{\text{o}}\right)\sin \left(a\right)\\y&=\cos \left(a\right)\sin \left(A\right)\\[3pt]{\begin{bmatrix}\cos \left(\delta \right)\cos \left(h\right)\\\cos \left(\delta \right)\sin \left(h\right)\\\sin \left(\delta \right)\end{bmatrix}}&={\begin{bmatrix}\sin \left(\phi _{\text{o}}\right)&0&\cos \left(\phi _{\text{o}}\right)\\0&1&0\\-\cos \left(\phi _{\text{o}}\right)&0&\sin \left(\phi _{\text{o}}\right)\end{bmatrix}}{\begin{bmatrix}\cos \left(a\right)\cos \left(A\right)\\\cos \left(a\right)\sin \left(A\right)\\\sin \left(a\right)\end{bmatrix}}\\{\begin{bmatrix}\cos \left(\delta \right)\cos \left(\alpha \right)\\\cos \left(\delta \right)\sin \left(\alpha \right)\\\sin \left(\delta \right)\end{bmatrix}}&={\begin{bmatrix}\cos \left(\theta _{L}\right)&\sin \left(\theta _{L}\right)&0\\\sin \left(\theta _{L}\right)&-\cos \left(\theta _{L}\right)&0\\0&0&1\end{bmatrix}}{\begin{bmatrix}\sin \left(\phi _{\text{o}}\right)&0&\cos \left(\phi _{\text{o}}\right)\\0&1&0\\-\cos \left(\phi _{\text{o}}\right)&0&\sin \left(\phi _{\text{o}}\right)\end{bmatrix}}{\begin{bmatrix}\cos \left(a\right)\cos \left(A\right)\\\cos \left(a\right)\sin \left(A\right)\\\sin \left(a\right)\end{bmatrix}}.\end{aligned}}}

### Xích đạo ↔ thiên hà
Các phương trình bên dưới được dùng để chuyển đổi tọa độ xích đạo sang tọa độ thiên hà.
{\displaystyle {\begin{aligned}\cos \left(l_{\text{NCP}}-l\right)\cos(b)&=\sin \left(\delta \right)\cos \left(\delta _{\text{G}}\right)-\cos \left(\delta \right)\sin \left(\delta _{\text{G}}\right)\cos \left(\alpha -\alpha _{\text{G}}\right)\\\sin \left(l_{\text{NCP}}-l\right)\cos(b)&=\cos(\delta )\sin \left(\alpha -\alpha _{\text{G}}\right)\\\sin \left(b\right)&=\sin \left(\delta \right)\sin \left(\delta _{\text{G}}\right)+\cos \left(\delta \right)\cos \left(\delta _{\text{G}}\right)\cos \left(\alpha -\alpha _{\text{G}}\right)\end{aligned}}}
{\displaystyle \alpha _{\text{G}},\delta _{\text{G}}} là tọa độ xích đạo của Thiên cực Bắc và {\displaystyle l_{\text{NCP}}} là kinh độ thiên hà của Thiên cực Bắc. Các giá trị này tham chiếu theo J2000.0 là:
{\displaystyle \alpha _{G}=192.85948^{\circ }\qquad \delta _{G}=27.12825^{\circ }\qquad l_{\text{NCP}}=122.93192^{\circ }}
Nếu các tọa độ xích đạo được tham chiếu tới điểm phân mốc khác thì chúng phải được chỉnh tuế sai tới vị trí của chúng tại kỷ nguyên J2000.0 trước khi áp dụng các công thức trên.
Các phương trình sau chuyển đổi sang tọa độ xích đạo được tham chiếu theo B2000.0.
{\displaystyle {\begin{aligned}\sin \left(\alpha -\alpha _{\text{G}}\right)\cos \left(\delta \right)&=\cos \left(b\right)\sin \left(l_{\text{NCP}}-l\right)\\\cos \left(\alpha -\alpha _{\text{G}}\right)\cos \left(\delta \right)&=\sin \left(b\right)\cos \left(\delta _{\text{G}}\right)-\cos \left(b\right)\sin \left(\delta _{\text{G}}\right)\cos \left(l_{\text{NCP}}-l\right)\\\sin \left(\delta \right)&=\sin \left(b\right)\sin \left(\delta _{\text{G}}\right)+\cos \left(b\right)\cos \left(\delta _{\text{G}}\right)\cos \left(l_{\text{NCP}}-l\right)\end{aligned}}}

### Lưu ý khi chuyển đổi
- Góc viết theo độ (°), phút (′), và giây (″) trong hệ lục thập phân phải được chuyển đổi sang số thập phân trước khi thực hiện tính toán. Việc chúng cần phải được chuyển đổi thành độ thập phân hay radian phụ thuộc vào chương trình hay máy tính riêng biệt thực hiện tính toán. Giá trị góc âm cần phải được nhập cẩn thận; –10° 20′ 30″ phải chuyển thành −10° −20′ −30″.
- Góc theo giờ (h), phút (m), và giây (s), ví dụ góc giờ hay xích kinh, cũng cần phải được chuyển sang độ thập phân hay radian trước khi thực hiện tính toán. 1h = 15°; 1m = 15′; 1s = 15″
- Góc lớn hơn 360° (2π) hoặc nhỏ hơn 0°Có thể cần được tối giản trong khoảng 0°~360° (0~2π) tùy thuộc chương trình hoặc máy tính thực hiện tính toán.
- Cosin của một vĩ độ (độ cao, xích vĩ, hoàng vĩ và vĩ độ thiên hà) không bao giờ âm theo định nghĩa, vì vĩ độ chỉ thay đổi trong khoảng giữa −90° và +90°.
- Các hàm lượng giác ngược arcsin, arccos và arctan có thể cho giá trị góc nhưng không xác định rõ góc phần tư chứa góc đó, nên kết quả cần được đánh giá cẩn thận. Việc sử dụng hàm arctan hai đối số (ký hiệu trên máy tính có thể là atn2(y,x) hoặc atan2(y,x), tính arctan của y/x và sử dụng dấu của cả hai đối số để xác định góc phần tư đúng) được khuyến khích khi tính toán kinh độ/xích kinh/phương vị. Một phương trình tìm giá trị sin, sau đó đưa vào hàm arcsin nên được sử dụng khi tính toán vĩ độ/xích vĩ/độ cao.
- Góc phương vị (A) ở đây được tham chiếu tới điểm nam trên đường chân trời, theo quy ước thiên văn thông dụng. Theo cách dùng này một vật thể nằm trên đường kinh tuyến ở phía nam so với người quan sát có A = a = 0°. Tuy nhiên trong hệ AltAz của Astropy, trong quy ước file FITS của Kính viễn vọng ống nhòm lớn (LBT), trong XEphem, trong thư viện Standards of Fundamental Astronomy của IAU và Phần B của Astronomical Almanac chẳng hạn, phương vị theo chiều Đông từ phía Bắc. Trong định hướng và một số ngành khác, phương vị được tính từ phía bắc.
- Các phương trình cho độ cao (a) chưa tính đến ảnh hưởng của khúc xạ khí quyển.
- Các phương trình cho tọa độ chân trời chưa tính đến thị sai ngày, tức là, sự sai lệch nhỏ trong vị trí của một thiên thể gây ra bởi vị trí của người quan sát trên bề mặt Trái Đất. Hiệu ứng này là đáng kể đối với Mặt Trăng, ít hơn đối với các hành tinh, và cực kỳ nhỏ đối với các ngôi sao hay các thiên thể xa hơn.
- Vĩ độ của người quan sát (λo) ở đây được đo theo chiều dương về phía tây so với kinh tuyến gốc; trái với tiêu chuẩn IAU hiện hành.